# Hohenkirchen, Georgenthal
Hohenkirchen är en ortsteil i kommunen Georgenthal i distriktet Gotha i förbundslandet Thüringen i Tyskland. Hohenkirchen var en kommun fram till 31 december 2019 när den uppgick i Georgenthal. Hohenkirchen hade 708 invånare 2019.

## Kända personer
Kompositören Georg Böhm är född där.